# Luis Felipe Villarán (hijo)
Luis Felipe Villarán Godoy (Lima, ?–ib., 1960[cita requerida]) fue un político peruano. Fue ministro de Hacienda y Comercio durante el gobierno provisorio de Óscar R. Benavides (1914).

## Biografía
Hijo del ilustre jurista y político Luis Felipe Villarán y de Rosalía Godoy. Hermano de Manuel Vicente Villarán.
Formó parte del comité organizador de la Liga Municipal Electoral Independiente, que postuló en las elecciones municipales de Lima de 1900. Esta Liga, integrada por vecinos de Lima de tendencia mayoritariamente civilista, se impuso nada menos que al grupo político encabezado por el expresidente Nicolás de Piérola. Los concejales elegidos elevaron como alcalde a uno de sus colegas, Federico Elguera Seminario.
Entre 1907 y 1918 fue diputado por la provincia de San Martín.
El 15 de mayo de 1914, al iniciarse el gobierno provisorio de Óscar R. Benavides, juró como ministro de Hacienda, integrando el Consejo de Ministros presidido por el general Pedro E. Muñiz. Los otros ministros eran: Hildebrando Fuentes (Gobierno), Joaquín Capelo (Fomento), Fernando Gazzani (Relaciones Exteriores) y Luis Julio Menéndez (Justicia). Durante su gestión presentó al Congreso un proyecto para autorizar a los bancos nacionales a emitir cheques, debido a la falta de dinero metálico y a la clausura de algunos bancos. Ello, debido a la crisis mundial desatada por la Gran Guerra que había ocasionado la paralización del movimiento comercial. Una comisión parlamentaria discutió y aprobó el proyecto. Se mantuvo en el ministerio hasta el 22 de agosto del mismo año, cuando fue reemplazado por Francisco Tudela y Varela.